# Hoda Sha'rawi
Hodā Shaʿrāwī o Hudā Shaʿrāwī (in arabo هدى شعراوي ‎?) (Minya, 23 giugno 1879 – Il Cairo, 12 dicembre 1947) è stata un'attivista egiziana, pioniera del movimento femminista egiziano e arabo.

## Biografia

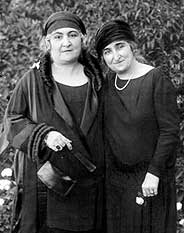
Hodā Shaʿrāwī (a sinistra) con Safiya Zaghloul, femminista anch'ella e moglie di Sa'd Zaghlul.

Hodā Shaʿrāwī nacque a Minya in Alto Egitto, col nome di Nūr al-Hudā Sulṭān, in un'importante famiglia egiziana. Suo padre era infatti Muhammad Sulṭān, presidente della Camera dei Deputati, e sua madre una caucasica.
Trascorse la sua gioventù nella sua casa, dove imparò il Corano a memoria, senza però essere autorizzata a seguire corsi di lingua araba.
Nelle sue memorie, racconta come l'eunuco incaricato di vegliare su di lei avesse vietato alla sua insegnante di Corano di insegnarle la grammatica araba: «Portate via il vostro libro, signora precettrice. La giovane dama non ha bisogno di grammatica, dal momento che non diventerà giudice».
La lingua che Hoda quindi usava abitualmente era il francese, che le era insegnato da un'istitutrice italiana.
A tredici anni fu fatta sposare contro la sua volontà col cugino, ʿAlī Shaʿrāwī, da cui divorzierà poco dopo. Si risposerà con lui a 21 anni.
Nel 1908, parte per le vacanze a Parigi dove ammira l'eleganza delle donne che non tarderà a imitare.
Fonda poco dopo un dispensario, cui si aggiungerà una scuola che impartiva insegnamenti di puericultura e di igiene domestica.
Questa istituzione era protetta da un gruppo di signore dell'alta società egiziana, riunite nella "Mabarrat Mehmet Ali al-Kabīr" (Istituzione benefica Mehmet Ali il Grande).
La sua iniziativa ebbe un grande successo e il suo dispensario divenne un ospedale, attorno al quale si sviluppò una rete di assistenza del medesimo tipo.
Nel 1919, in piena agitazione nazionalistica, lo stesso gruppo di dame fondò in un quartiere popolare del Cairo la "Società della donna nuova". Questa associazione aveva come fine l'alfabetizzazione delle giovani povere, insegnando loro l'igiene e qualche altra nozione di carattere generale.
Nel 1923 fonda l'Unione Femminista Egiziana (UFE), che aveva come obiettivo di difendere il diritto delle donne, permettendo loro ad esempio di accedere più facilmente all'Università e alla funzione pubblica. In quello stesso anno, dopo la morte del marito, al suo ritorno da Roma, compie un gesto clamoroso quanto significativo, levandosi pubblicamente il velo nell'affollata stazione ferroviaria del Cairo.
Dopo la prima guerra mondiale, suo marito partecipa alla creazione del Wafd, il partito nazionalista egiziano che lotta per l'indipendenza dell'Egitto dal Regno Unito.
S'impegna in prima persona nella lotta nazionalista, organizzando numerose manifestazioni. Crea nel gennaio del 1920 il Comitato centrale del Wafd, di cui è eletta Presidente.
In questo periodo (presumibilmente nel 1923) viene iniziata nell'Ordine massonico misto internazionale Le Droit Humain.
Qualche anno dopo, l'UFE lancia una rivista bimestrale in lingua araba "l'Egiziana" (al-Misriyya ), sulla quale si lancia in difesa dei diritti delle donne nel mondo arabo.
È a partire da quest'epoca che Hodā passa dal quadro del nazionalismo egiziano a quello del nazionalismo arabo.
Sulla sua rivista difende l'unità panaraba, la Palestina, e impiega sempre più spesso un vocabolario tendenzialmente islamico.
Dopo la Grande Rivolta Araba del 1936-1939 nella Palestina mandataria, ella risponde all'appello lanciato dal Comitato delle Donne Arabe di Gerusalemme per tentare di ottenere una condanna internazionale della Dichiarazione Balfour, come pure l'appoggio del Primo ministro egiziano alla causa palestinese.

Nel 1938 è designata alla guida della Conferenza delle Donne d'Oriente, che condanna la politica britannica e le attività sioniste in Palestina.
A più lungo termine mira all'unità del mondo arabo. Su sua esortazione viene creato al Cairo nel dicembre del 1944 il primo Congresso Femminista Arabo, che associa femminismo e nazionalismo arabo.
Al momento della creazione della Lega degli Stati Arabi si lamenta del fatto che nessuna donna vi sia rappresentata: "La Lega di cui avete firmato ieri lo statuto è solo una metà della Lega, la Lega della metà del popolo arabo".